# Lukas Bergmann
Lukas Felipe Bergmann (Monaco di Baviera, 25 marzo 2004) è un pallavolista brasiliano con cittadinanza tedesca, schiacciatore della You Energy.

## Biografia
Nasce a Monaco di Baviera da padre tedesco e madre brasiliana, entrambi ex pallavolisti, trasferendosi in Brasile con la famiglia nel 2011; è il fratello minore della pallavolista Júlia Bergmann.

## Carriera

### Club
La carriera di Lukas Bergmann inizia nella formazione dell'Avotol, dove gioca fino a quando nella stagione 2021-22 viene ingaggiato dal Sesi, debuttando in Superliga Série A: con la formazione paulista si aggiudica uno scudetto, venendo anche premiato come giocatore rivelazione e miglior schiacciatore del torneo; riceve inoltre un premio come miglior schiacciatore al campionato sudamericano per club.
Nella stagione 2025-26 gioca per la prima volta all'estero, approdando nella Superlega italiana, dove difende i colori della You Energy.

### Nazionale
Fa parte della nazionale brasiliana under 21 che conquista l'oro al campionato sudamericano 2022 e poi partecipa al campionato mondiale 2023. 
Nel 2022 debutta in nazionale maggiore in occasione della Coppa panamericana, torneo nel quale vince la medaglia d'argento nell'edizione 2023, seguita dalla conquista dell'oro ai XIX Giochi panamericani, mentre nel 2025 mette al collo la medaglia di bronzo alla Volleyball Nations League.

## Palmarès

### Club
- Campionato brasiliano: 1

2023-24

### Nazionale (competizioni minori)
- Campionato sudamericano under 21 2022
- Coppa panamericana 2023
- Giochi panamericani 2023

### Premi individuali
- 2024 - Superliga Série A: Miglior schiacciatore
- 2024 - Superliga Série A: Giocatore rivelazione
- 2025 - Campionato sudamericano per club: Miglior schiacciatore